# Khanty-Mansiysk
Khanty-Mansiysk (tiếng Nga: Ханты-Мансийск) là một thị xã ở Nga, trung tâm lịch sử, hành chính, văn hoá, thể thao của Khu tự trị Khanty-Mansi, Nga. Nó nằm trên sông Irtysh, cách 15 km (9 dặm) tại chỗ hợp lưu của nó với sông Obi. Đây là một đô thị có ngành công nghiệp dầu mỏ bùng nổ ở Nga. Dân số theo điều tra năm 2002 là 53.953. Tại đây có sân bay Khanty-Mansiysk.

## Khí hậu
Khanty-Mansiysk có khí hậu cận Bắc Cực (phân loại khí hậu Köppen Dfc), với mùa đông dài và rất lạnh trong khi mùa hè ngắn và ấm. Lượng mưa ở mức trung bình và cao hơn đáng kể trong mùa hè. Tốc độ gió trung bình là 2,4 mét trên giây (7,9 ft/s), còn độ ẩm trung bình là 77%.
| Dữ liệu khí hậu của Khanty-Mansiysk     | Dữ liệu khí hậu của Khanty-Mansiysk | Dữ liệu khí hậu của Khanty-Mansiysk | Dữ liệu khí hậu của Khanty-Mansiysk | Dữ liệu khí hậu của Khanty-Mansiysk | Dữ liệu khí hậu của Khanty-Mansiysk | Dữ liệu khí hậu của Khanty-Mansiysk | Dữ liệu khí hậu của Khanty-Mansiysk | Dữ liệu khí hậu của Khanty-Mansiysk | Dữ liệu khí hậu của Khanty-Mansiysk | Dữ liệu khí hậu của Khanty-Mansiysk | Dữ liệu khí hậu của Khanty-Mansiysk | Dữ liệu khí hậu của Khanty-Mansiysk | Dữ liệu khí hậu của Khanty-Mansiysk |
| Tháng                                   | 1                                   | 2                                   | 3                                   | 4                                   | 5                                   | 6                                   | 7                                   | 8                                   | 9                                   | 10                                  | 11                                  | 12                                  | Năm                                 |
| --------------------------------------- | ----------------------------------- | ----------------------------------- | ----------------------------------- | ----------------------------------- | ----------------------------------- | ----------------------------------- | ----------------------------------- | ----------------------------------- | ----------------------------------- | ----------------------------------- | ----------------------------------- | ----------------------------------- | ----------------------------------- |
| Cao kỉ lục °C (°F)                      | 2.7 (36.9)                          | 4.5 (40.1)                          | 13.0 (55.4)                         | 25.1 (77.2)                         | 34.5 (94.1)                         | 34.5 (94.1)                         | 34.7 (94.5)                         | 33.2 (91.8)                         | 27.3 (81.1)                         | 20.4 (68.7)                         | 8.7 (47.7)                          | 3.1 (37.6)                          | 34.5 (94.1)                         |
| Trung bình ngày tối đa °C (°F)          | −15.2 (4.6)                         | −12.8 (9.0)                         | −3.3 (26.1)                         | 4.7 (40.5)                          | 13.7 (56.7)                         | 20.3 (68.5)                         | 22.9 (73.2)                         | 19.0 (66.2)                         | 12.2 (54.0)                         | 3.7 (38.7)                          | −7.2 (19.0)                         | −12.8 (9.0)                         | 3.8 (38.8)                          |
| Trung bình ngày °C (°F)                 | −19.1 (−2.4)                        | −16.7 (1.9)                         | −7.8 (18.0)                         | 0.0 (32.0)                          | 8.3 (46.9)                          | 15.4 (59.7)                         | 18.2 (64.8)                         | 14.5 (58.1)                         | 8.2 (46.8)                          | 0.7 (33.3)                          | −10.4 (13.3)                        | −16.6 (2.1)                         | −0.4 (31.3)                         |
| Tối thiểu trung bình ngày °C (°F)       | −23 (−9)                            | −20.6 (−5.1)                        | −12.1 (10.2)                        | −4.3 (24.3)                         | 3.4 (38.1)                          | 11.0 (51.8)                         | 13.7 (56.7)                         | 10.6 (51.1)                         | 4.7 (40.5)                          | −2.1 (28.2)                         | −13.6 (7.5)                         | −20.5 (−4.9)                        | −4.4 (24.1)                         |
| Thấp kỉ lục °C (°F)                     | −49 (−56)                           | −46.5 (−51.7)                       | −40.1 (−40.2)                       | −28.6 (−19.5)                       | −14.9 (5.2)                         | −4.6 (23.7)                         | 1.2 (34.2)                          | −1 (30)                             | −7.5 (18.5)                         | −28.6 (−19.5)                       | −43.4 (−46.1)                       | −49 (−56)                           | −49 (−56)                           |
| Lượng Giáng thủy trung bình mm (inches) | 29 (1.1)                            | 25 (1.0)                            | 30 (1.2)                            | 30 (1.2)                            | 43 (1.7)                            | 61 (2.4)                            | 72 (2.8)                            | 84 (3.3)                            | 56 (2.2)                            | 47 (1.9)                            | 38 (1.5)                            | 34 (1.3)                            | 549 (21.6)                          |
| Số ngày mưa trung bình                  | 0.3                                 | 1                                   | 2                                   | 10                                  | 18                                  | 19                                  | 17                                  | 20                                  | 21                                  | 15                                  | 3                                   | 1                                   | 127                                 |
| Số ngày tuyết rơi trung bình            | 27                                  | 25                                  | 21                                  | 15                                  | 7                                   | 1                                   | 0                                   | 0.1                                 | 4                                   | 16                                  | 26                                  | 28                                  | 170                                 |
| Độ ẩm tương đối trung bình (%)          | 83                                  | 81                                  | 76                                  | 69                                  | 65                                  | 66                                  | 71                                  | 78                                  | 81                                  | 83                                  | 85                                  | 84                                  | 77                                  |
| Số giờ nắng trung bình tháng            | 31                                  | 100                                 | 174                                 | 206                                 | 250                                 | 289                                 | 304                                 | 219                                 | 140                                 | 79                                  | 44                                  | 10                                  | 1.846                               |
| Nguồn 1: Pogoda.ru.net                  |                                     |                                     |                                     |                                     |                                     |                                     |                                     |                                     |                                     |                                     |                                     |                                     |                                     |
| Nguồn 2: NOAA (đo độ nắng, 1961–1990)   |                                     |                                     |                                     |                                     |                                     |                                     |                                     |                                     |                                     |                                     |                                     |                                     |                                     |

## Địa vị hành chính
Trong khuôn khổ các đơn vị hành chính, Khanty-Mansiysk được hợp nhất thành thành phố trực thuộc khu tự trị Khanty-Mansiysk, một đơn vị hành chính có địa vị ngang bằng với các huyện. Là một đơn vị đô thị, thành phố trực thuộc khu tự trị Khanty-Mansiysk được hợp thành Okrug đô thị Khanty-Mansiysk.

## Thành phố đối tác
- Yerevan, Armenia (từ năm 2014)[8]

## Hình ảnh

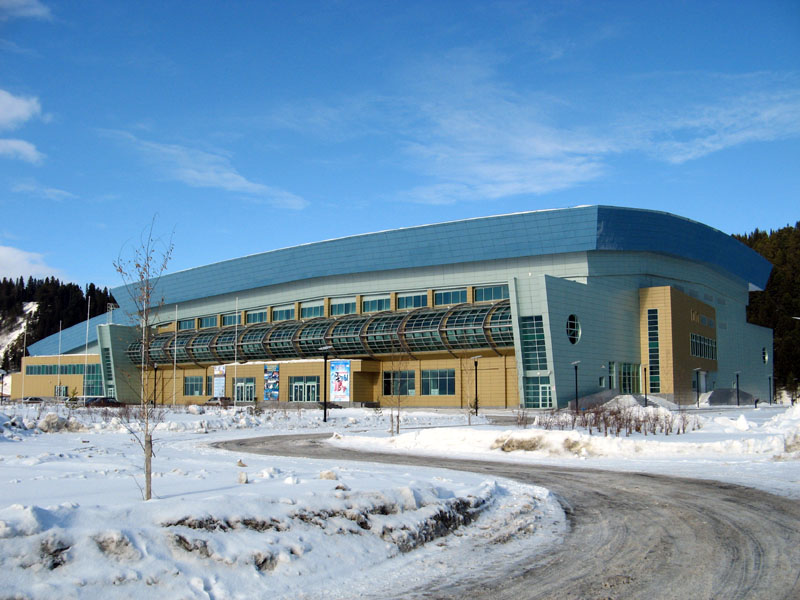
Cung điện băng
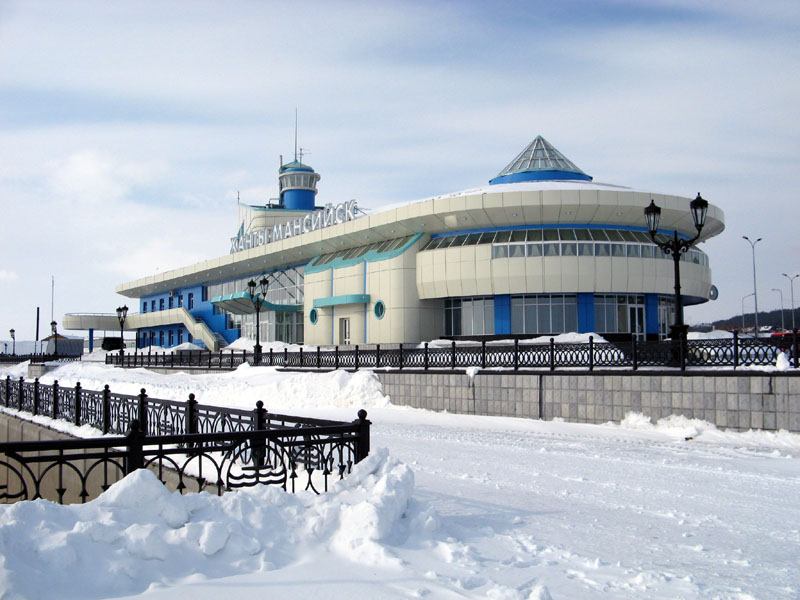
Cảng sông và bến xe buýt
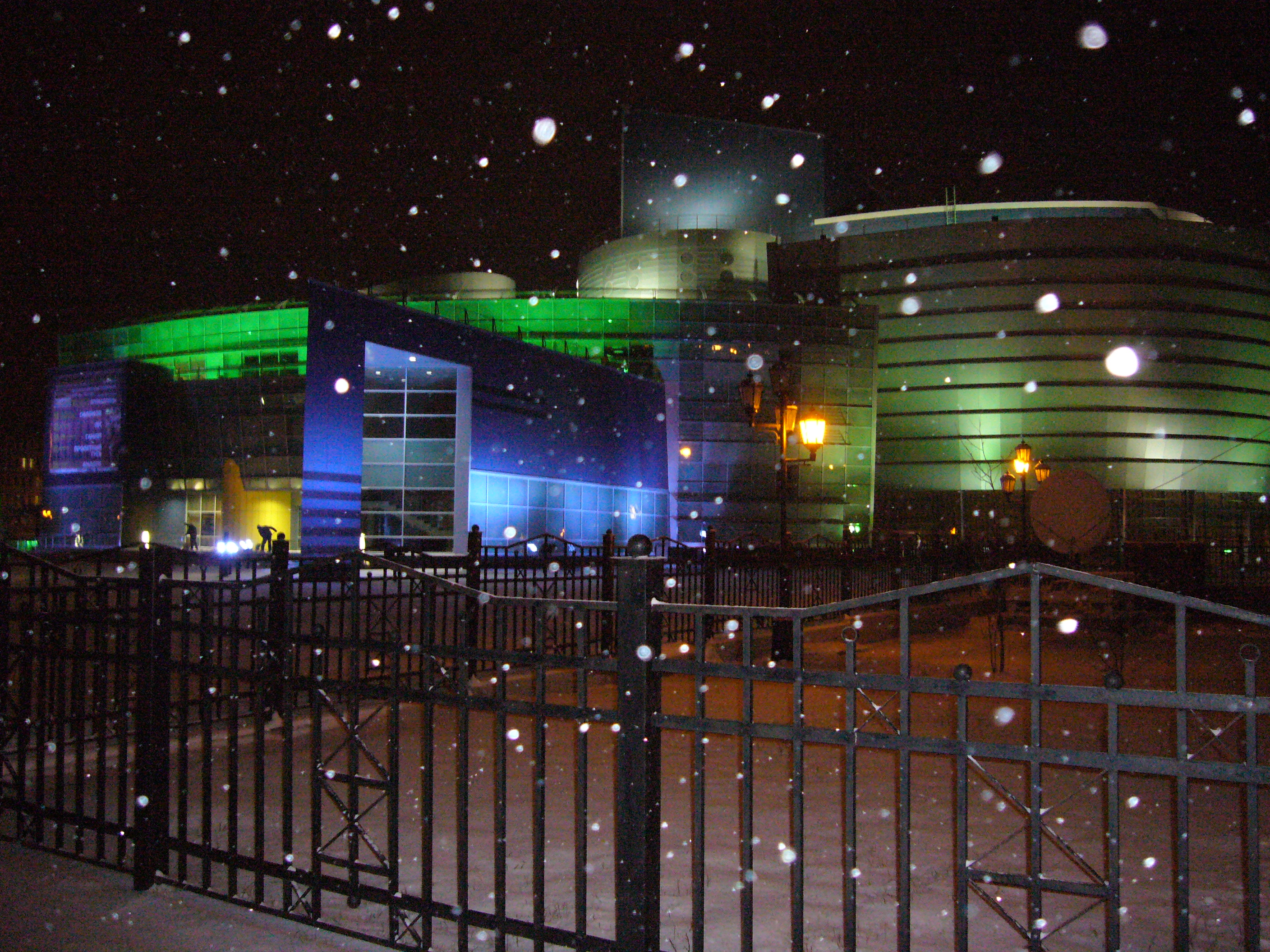
Một nhà hát ở Khanty-Mansiysk
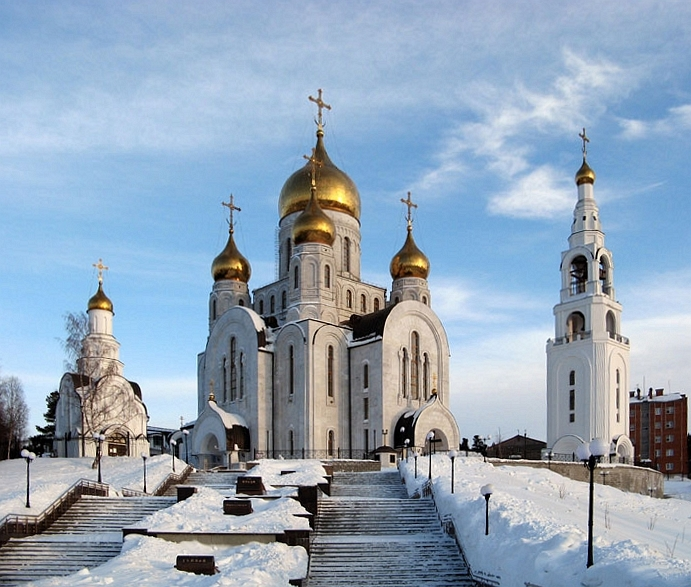
Nhà thờ Phục sinh